# 北昌規
北 昌規（きた まさのり、8月13日生）は、日本のVFXディレクター。兵庫県伊丹市出身。

## 参加作品

### 映画
- リング0 バースデイ - 協力
- ISOLA 多重人格少女（2000年） - 協力
- 極道の妻たちNEO（2013年）- VFXディレクター
- 幕末高校生（2014年）- VFXディレクター
- 花宵道中（2014年）- VFXディレクター
- 海難1890（2015年）- CO.VFXディレクター
- 科捜研の女 -劇場版-（2021年）- 科学鑑定VFX
- 破戒(2022年）-VFXディレクター
- レジェンド&バタフライ(2023年）-VFXsupervisor
- 室町無頼(2025年）-VFXsupervisor- 東映アニメーションとしてクレジット

### テレビドラマ
特記の無いものはVFXディレクター担当。
- 科捜研の女（2006年）
- 白虎隊 （2007年）
- 女刑事みずき〜京都洛西署物語〜 （2007年） - CG
- 徳川家康と三人の女 （2007年）
- 吉原炎上 （2007年）
- 天と地と （2008年）
- 科捜研の女（2008年）
- 忠臣蔵 音無しの剣（2008年）
- 柳生一族の陰謀 （2008年）
- 肉体の門 （2008年）
- ドラマスペシャル 暴れん坊将軍（2008年12月29日 テレビ朝日） - VFX
- メイド刑事 （2009年）
- 断絶 （2009年）
- 科捜研の女（2009年）
- 柳生武芸帳 （2010年）
- 樅の木は残った （2010年）
- 853〜刑事・加茂伸之介 （2010年）
- 狩矢警部シリーズ （2010年）
- 科捜研の女（2010年）
- 鬼龍院花子の生涯 （2010年）
- おみやさん （2010年）
- お母さんの最後の一日 （2010年）
- 京都地検の女 （2010年）
- 忠臣蔵〜その男、大石内蔵助 （2010年）
- フェイク　京都美術事件絵巻 （2011年） - CG制作
- ホンボシ〜心理特捜事件簿〜 （2011年） - オープニング・CG制作
- おみやさん （2011年）
- 京都地検の女 （2011年）
- 狩矢警部シリーズ （2011年）
- SP 警視庁警備部警護課第四係 （2011年）
- 火車（2011年）
- 科捜研の女（2011年）-（2012年）
- 濃姫 （2012年）
- SP2 （2012年）
- 刑事魂 （2012年）
- 灰色の虹 （2012年）
- 波の塔 （2012年）
- 京都地検の女 （2012年）
- 高橋留美子劇場 （2012年）
- 呪報2405 ワタシが死ぬ理由（2012年）- CGタイトル
- みをつくし料理帖 （2012年）
- 猿飛三世 （2012年）- VFX
- 捜査地図の女 （2012年）
- 狩矢警部シリーズ （2012年）
- 十万分の一の偶然 （2012年）
- 熱い空気 （2012年）
- 科捜研の女 （2013年）
- 信長のシェフ （2013年）
- 上意討ち 拝領妻始末 （2013年）
- 刑事110キロ （2013年）
- 鴨、京都へ行く。-老舗旅館の女将日記- （2013年） - CG
- SP〜警視庁警護課 （2013年）
- スペシャリスト （2013年）
- 濃姫II〜戦国の女たち （2013年）
- 京都地検の女 （2013年）
- 夫婦善哉 （2013年）-VFX
- 特捜最前線2013 （2013年）-VFX
- 科捜研の女 （2013年）-（2014年）
- 冤罪死刑 （2013年）
- おみやさん新春スペシャル （2014年）
- スペシャリスト (テレビドラマ) 2（2014年）
- 銀二貫 （2014年）
- 刑事110キロ （2014年）
- SP〜警視庁警護課 （2014年）
- みをつくし料理帖 （2014年）
- 信長のシェフ （2014年)
- 科捜研の女 （2014年）
- 二十歳と一匹 （2015年）
- 出入禁止の女 （2015年)
- 最後の証人 （2015年）
- スペシャリスト（テレビドラマ）3 （2015年）
- 京都人情捜査ファイル （2015年）
- 迷宮捜査 （2015年）
- 最強のふたり （2015年）
- 京都美食タクシー殺人レシピ （2015年）
- 浅見光彦シリーズ (フジテレビのテレビドラマ)神苦楽島（2015年）
- 妻と飛んだ特攻兵 （2015年）
- 経世済民の男 （2015年）
- ザ・ドライバー （2015年）
- 科捜研の女 （2015年）
- あさが来た （2015年-2016年）
- 信長燃ゆ （2016年）
- 科捜研の女 （2016年)
- 大奥 第一部「最凶の女」（2016年)
- 大奥「第二部〜悲劇の姉妹〜」(2016年）
- かげろう絵図(2016年)
- 女たちの特捜最前線(2016年）
- 実録ドラマスペシャル 女の犯罪ミステリー『福田和子 整形逃亡15年』(2016年) - CG
- 科捜研の女(2016年)
- べっぴんさん(2016年-2017年）
- おみやさんSP(2016年）
- 検事の本懐(2016年）
- わろてんか(2017年-2018年）
- 美味でそうろう（2017年）
- まんぷく(2018年-2019年）
- ベトナムの光（2019年）
- 紀州藩主・徳川吉宗（2019年）
- スカーレット(2019年-2020年)
- おちょやん(2020年-2021年)
- 心の傷を癒すということ(2020年)
- カムカムエヴリバディ(2021年-2022年)
- わげもん〜長崎通訳異聞〜(2022年)
- 探偵ロマンス(2023年)
- ブギウギ(2023年−2024年)
- おむすび(2024年−2025年)
- 花のれん(2025年)

### そのほか
- プチっとく （2007年 - 2011年）(10月)-　CG
- 関ジャニ∞のジャニ勉 （2007年 - 2013年)-　CG
- 歴史探偵 VR探検!秀吉の大坂城 (2022年)- VFX
- 歴史探偵 VR探検!信長の安土城 (2023年)- VFX
- 歴史探偵 VR関ヶ原 西軍・幻の大作戦 (2023年)- VFX
- 歴史探偵 VR京都御所 平安ワンダーランド (2024年)- VFX
- 歴史探偵 べらぼうコラボスペシャル よみがえる大江戸(2025年)- VFX